# Salmsach
Salmsach é uma comuna da Suíça, no Cantão Turgóvia, com cerca de 1.341 habitantes. Estende-se por uma área de 3,16 km², de densidade populacional de 424 hab/km². Confina com as seguintes comunas: Amriswil, Egnach, Friedrichshafen (DE-BY), Hefenhofen, Romanshorn.
A língua oficial nesta comuna é o Alemão.